# マルタ騎士団

エルサレム、ロードス及びマルタにおける聖ヨハネ主権軍事病院騎士修道会
Sovrano Militare Ordine Ospedaliero di San Giovanni di Gerusalemme, di Rhodi e di Malta

国の標語：Tuitio Fidei et Obsequium Pauperum（ラテン語）
(和訳例)「救貧と信仰の守護者」
国歌：Ave Crux Alba（ラテン語）
白き十字架よ、万歳
 

領土を持たない「主権実体」
1. 
2. 

エルサレム、ロードス及びマルタにおける聖ヨハネ主権軍事病院騎士修道会（エルサレム、ロードスおよびマルタにおけるせいヨハネしゅけんぐんじびょういんきししゅうどうかい、伊: Sovrano Militare Ordine Ospedaliero di San Giovanni di Gerusalemme, di Rhodi e di Malta)、通称マルタ騎士団（マルタきしだん）は、キリスト教カトリック教会の騎士修道会である。
現在は領土を有さないが、かつて領土を有していた経緯から今日でも国際法上の「主権実体（英: sovereign entity)」として認められ、中央政府を置くイタリア・ローマのマルタ宮殿には治外法権が与えられ115の国家と国交を結んでいる（2025年8月時点)。そのため「領土なき独立国」とも呼ばれる。

## 概説
11世紀、十字軍時代のエルサレムに発祥した聖ヨハネ騎士団が現在まで存続したものであり、ロドス島及びマルタ島における旧来の領土を喪失しているため国土を有さないが、主権実体として承認して外交関係を有する国が112カ国ある。国際連合ならびに欧州連合（EU）にオブザーバーとしても参加している。
現在世界120カ国で医療などの慈善活動を実施し、世界中に12の管区、48の国家支部、133の外交団、33のボランティア隊を展開する。また全世界に1万3,500名の騎士、9万5,000名のボランティア、5万2,000名の有給職員を擁しているが、実際にマルタ諸島に住んでいるのは100人ほどである。

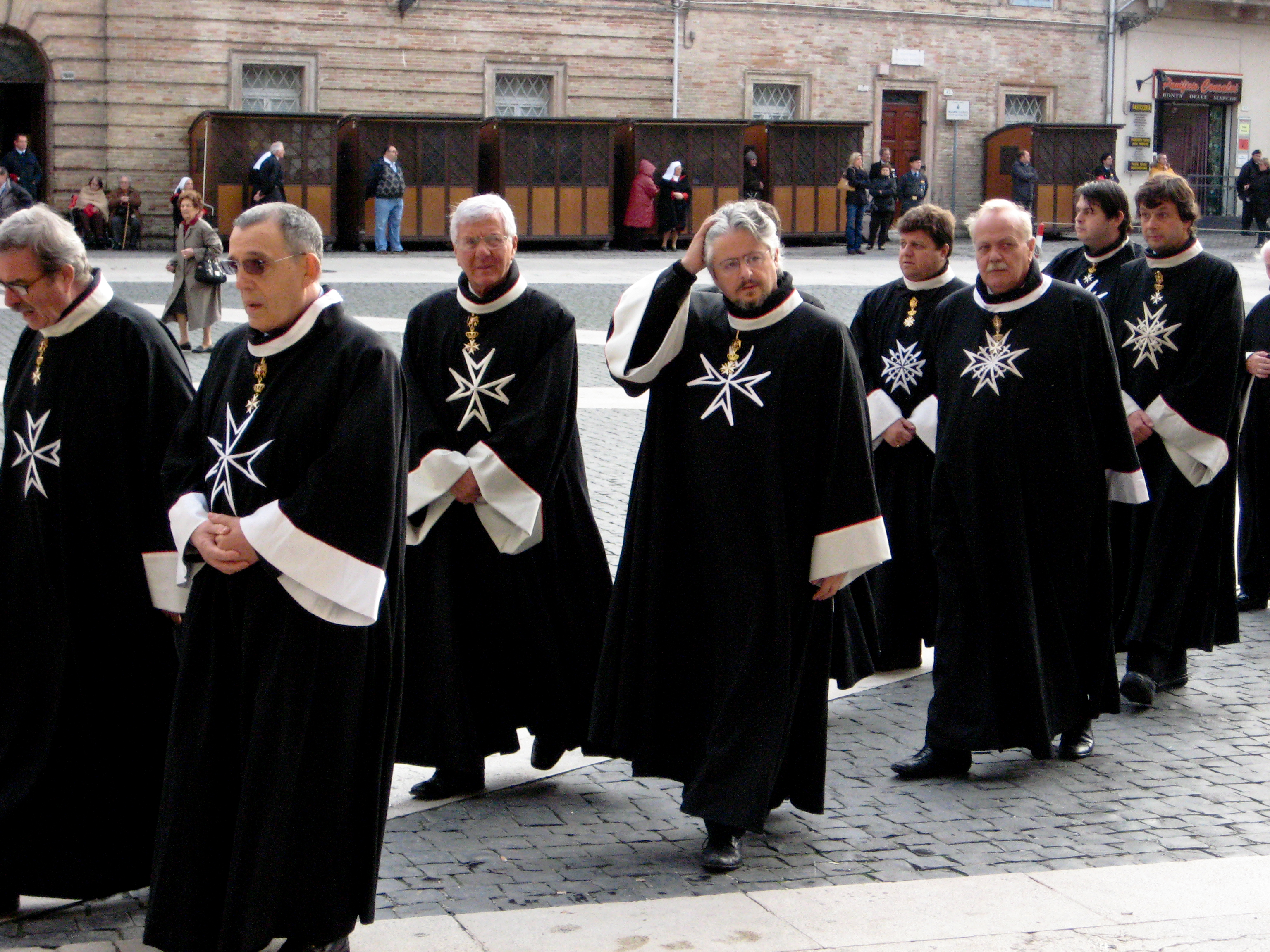
ロレート巡礼を行うマルタ騎士団員

マルタ騎士団は国際法上認められた主権実体として、EUに正式に認められたパスポート、独自の通貨や切手を発行している。パスポートの表紙は赤色で、騎士団の外交活動に携わる約500名の騎士が所持しており、騎士団幹部11人がマルタ騎士団の「国籍」を有している。
2022年6月、日本国籍で約90年ぶりの騎士として武田秀太郎が叙任されたことが発表された。

紋章
団章
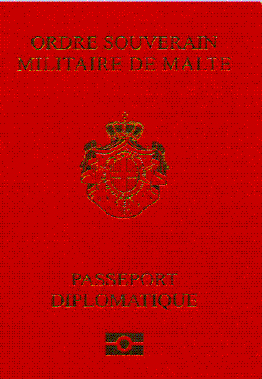
マルタ騎士団外交パスポート

## 歴史
マルタ騎士団は、1048年頃にアマルフィ商人により巡礼保護を目的としてエルサレムに設立された聖ヨハネ病院にその起源を持つとされる。第1回十字軍において聖ヨハネ病院は、福者ジェラールの下、多くの騎士により信仰や人種を問わず治療を行った。彼らは病院騎士（ナイト・ホスピタラー）と呼ばれた。
1113年、教皇パスカリス2世の教皇勅書により聖ヨハネ病院は正式に騎士修道会（聖ヨハネ騎士団）として認可された。十字軍勢力がパレスチナから追われた後はまずキプロス島、次いでロドス島を本拠とし、イスラム教徒に対する聖戦の実行者として1365年アレキサンドリア十字軍、1396年ニコポリス十字軍、1480年の第一次ロドス包囲戦勝利などに貢献した。
1522年、オスマン帝国との第二次ロドス島包囲戦に敗れると、騎士団は拠点をマルタ島に移し、マルタ騎士団と呼ばれるようになった。騎士団は宮殿や教会、新しい防衛砦や庭園を建設するとともに、当時の西洋世界で最大規模であった大病院と、解剖学、外科学の学院を設立、マルタ島を大きく変貌させた。
1565年のオスマン帝国とのマルタ包囲戦において、総長ジャン・ド・ヴァレットに率いられた騎士団は島を守り抜いた。この戦いで騎士団員の8割が死傷したが、オスマン帝国に16世紀最初の敗北を与えた。騎士団には諸国から多額の寄付が寄せられた。その後も騎士団は軍事集団として、レパントの海戦などの異教徒との戦いにおいて歴史的に重要な役割を果たした。しかし、マルタ自体ではさしたる戦闘はなく、騎士らの生活は華美なものになっていった。騎士団は多額の借財を負うようにもなっていった。
1798年、ナポレオン・ボナパルトに侵攻されたマルタ騎士団は、若干の抵抗・抗戦をしたものの降伏し、マルタ島を離れることを余儀なくされた。領土を失ったマルタ騎士団はその後もマルタ島への復帰を国際社会に働きかけたものの、遂にその悲願が叶うことはなかった。1822年、ヴェローナ会議において領土喪失後もマルタ騎士団が国家主権を維持していることが承認され、国際法上の「主権実体」としての地位を確立した。
1834年、マルタ騎士団はその本拠地をローマへと移すことを決定する。以降、マルタ騎士団は軍事的任務から離れ、国際慈善活動に注力するようになる。

1994年、国際連合総会オブザーバーの地位の付与が決定された。

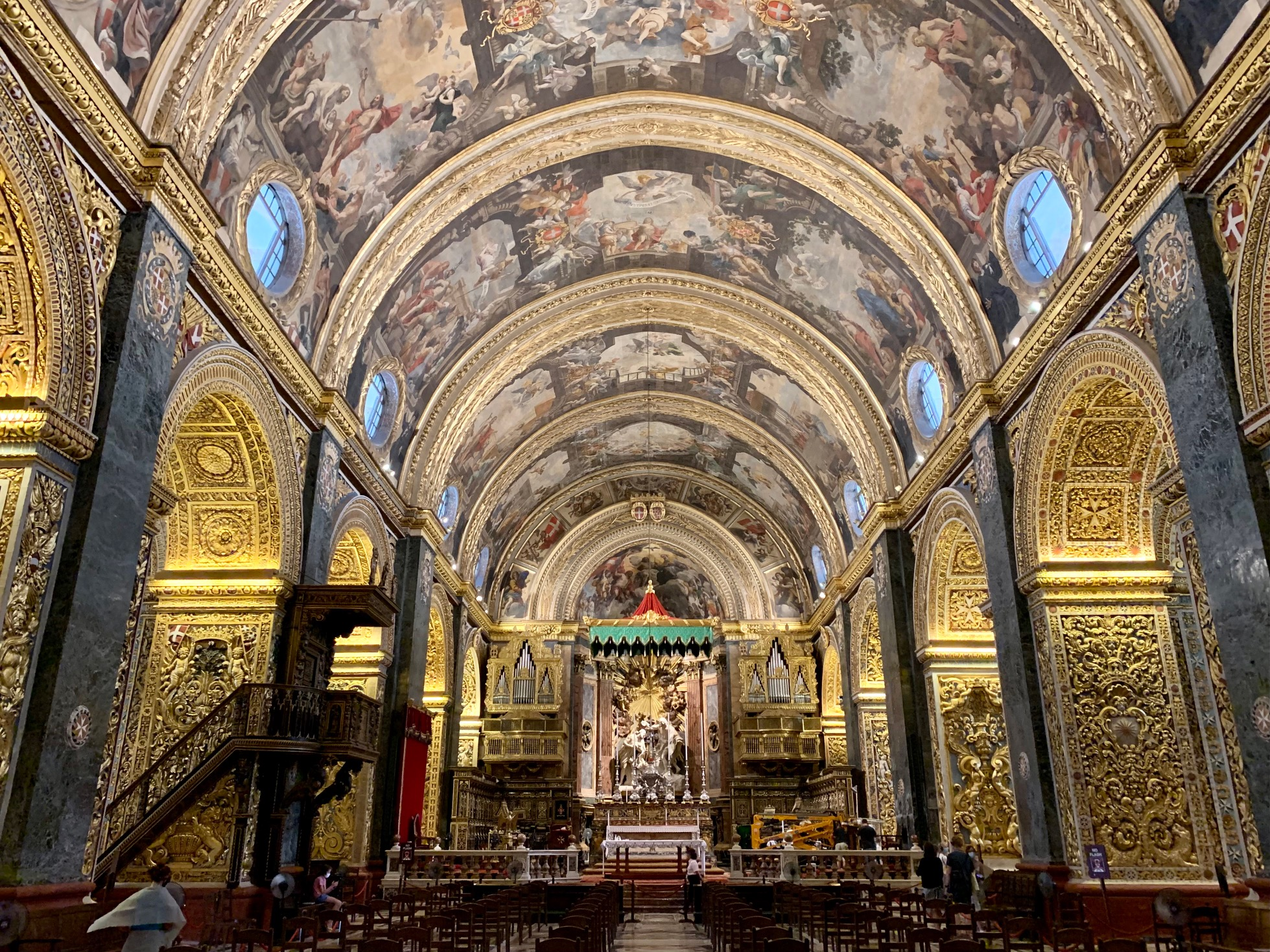
聖ヨハネ准司教座聖堂（マルタ島、マルタ騎士団建設の聖堂、16世紀）
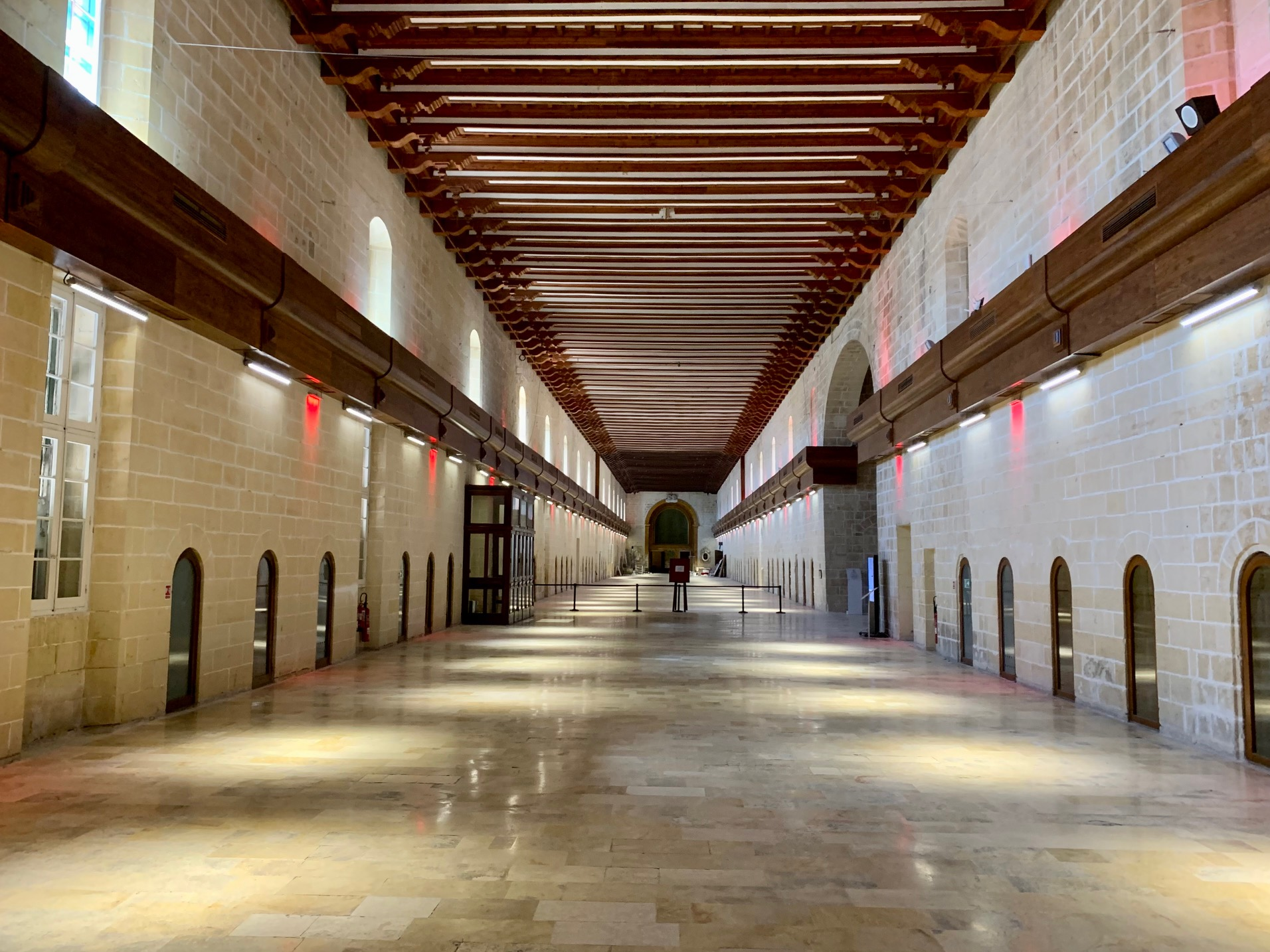
聖ヨハネ大病院病棟（マルタ島、マルタ騎士団建設の病棟、16世紀）
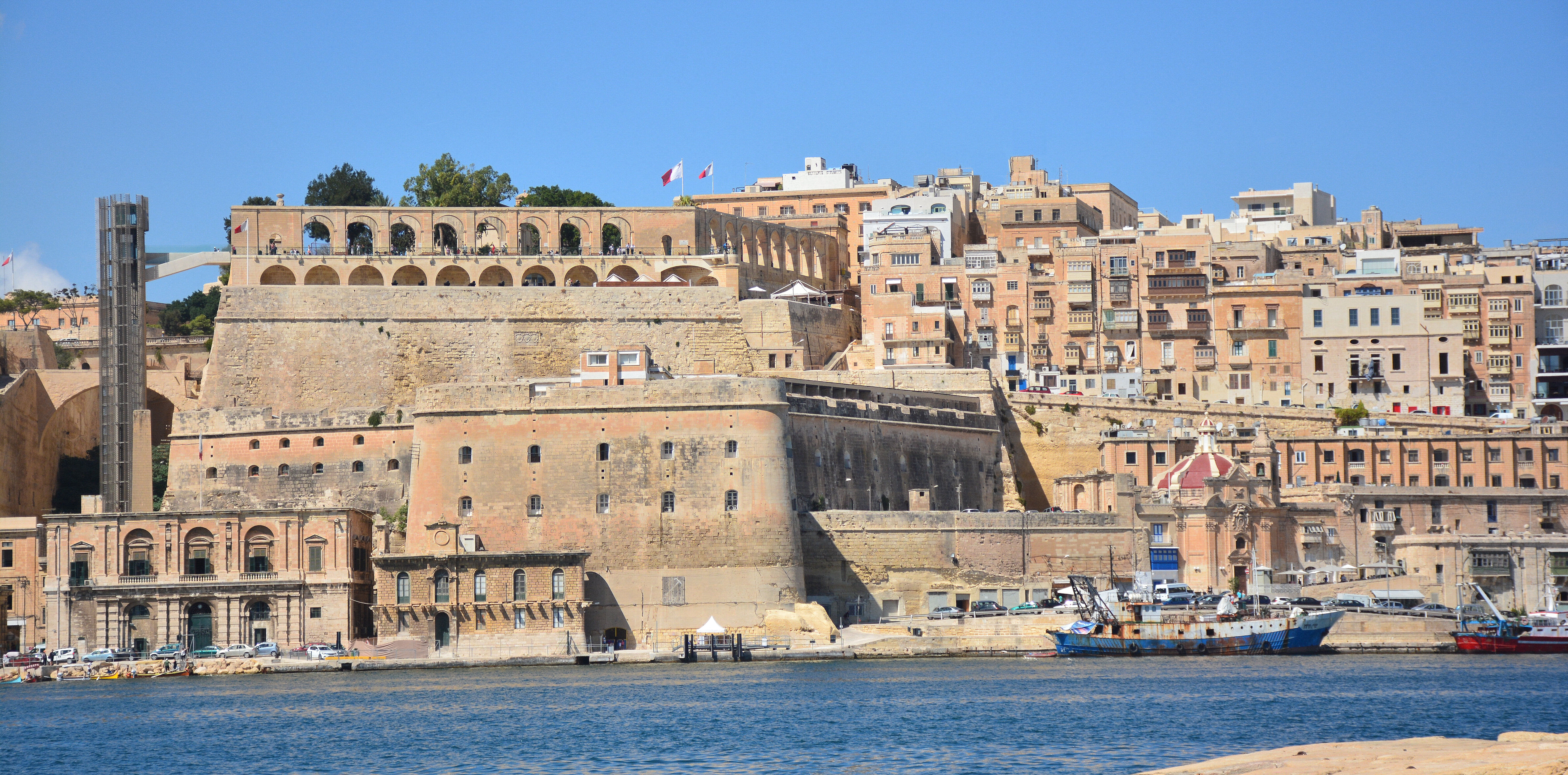
対異教徒に要塞化されたマルタ島ヴァレッタ（16世紀）
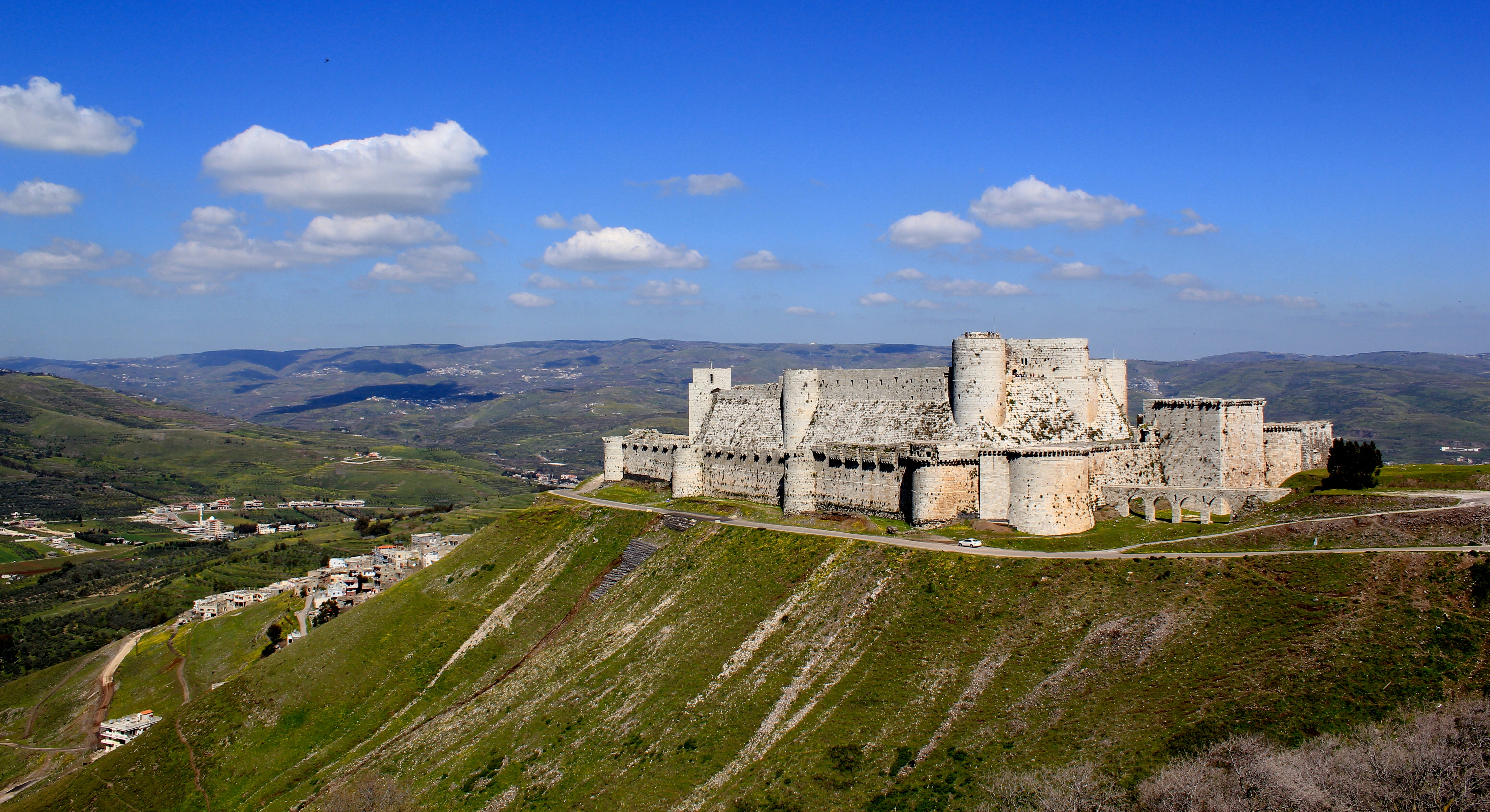
クラック・デ・シュヴァリエ（シリア、十字軍におけるマルタ騎士団建設の城塞、12世紀）

## 対外関係

外交関係のある国
その他の関係のある国

マルタ騎士団はイタリア、ドイツ、ロシア、スペインをはじめ国際連合加盟国過半数にあたる115か国と外交関係を持ち、在外公館を設置している。また、フランス、スイスなど6か国とは公的関係を、パレスチナと特命全権大使レベルの関係をそれぞれ有している。

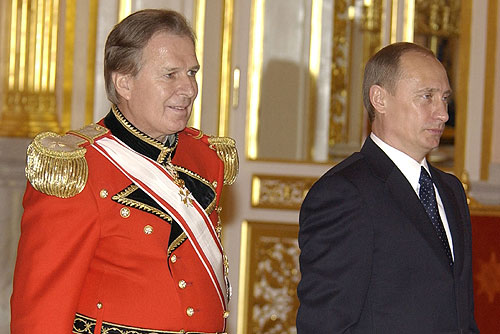
ロシア連邦大統領ウラジーミル・プーチンへの信任状捧呈式に臨むマルタ騎士団駐ロシア大使

故地のマルタ共和国とも1998年に条約を締結し、マルタ国内にある聖アンジェロ砦の一部に治外法権が認められている。また、もう一つの故地であるロドス島を領有するギリシャとも2021年に外交関係を樹立した。
国際連合では総会オブザーバーの待遇を受けるが、バチカン市国のような非加盟の国家としての扱いではなく、「政府間組織以外の実体」として、国際赤十字や国際オリンピック委員会などの非政府組織と同じ扱いとなっている。
アマチュア無線の世界では、マルタ騎士団は国籍符号「1A」を用いており、たとえばクラブ局（局名：1A0KM）が存在している。この「1A」は、国際電気通信連合（ITU）がマルタ騎士団に割り当てたものではなく、アマチュア無線のみの独自の規定である。同様な例は、一部の領有権紛争対象地などの"帰属地未定区域"にも見受けられる。

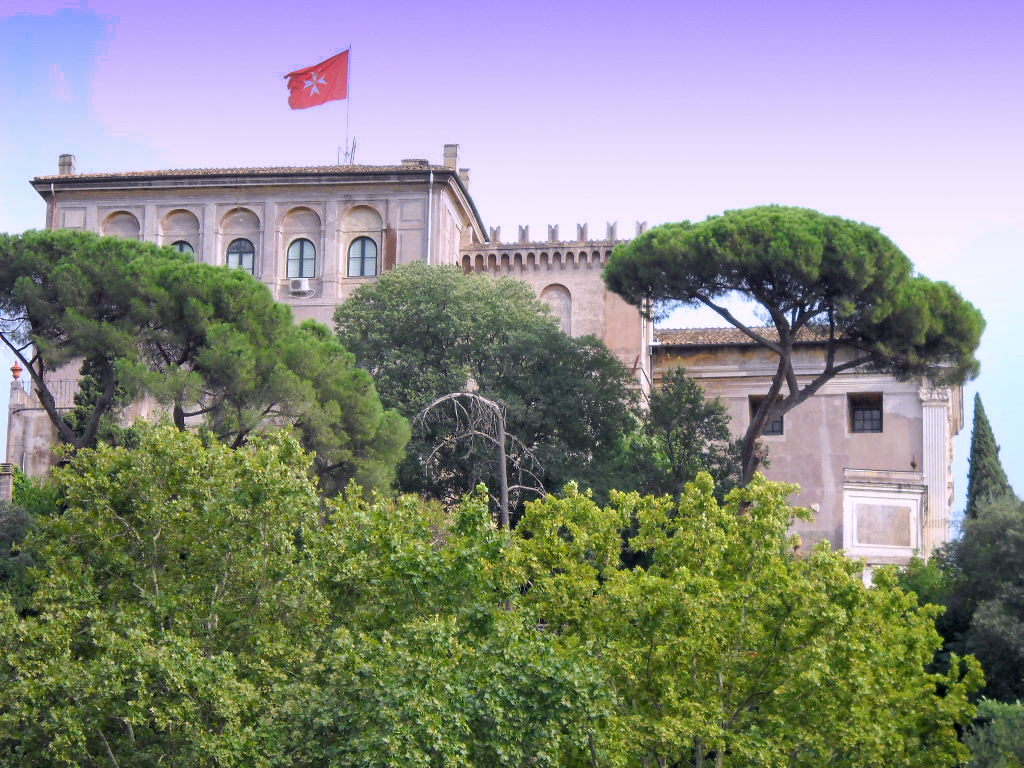
ローマにあるマルタ騎士団総長公邸
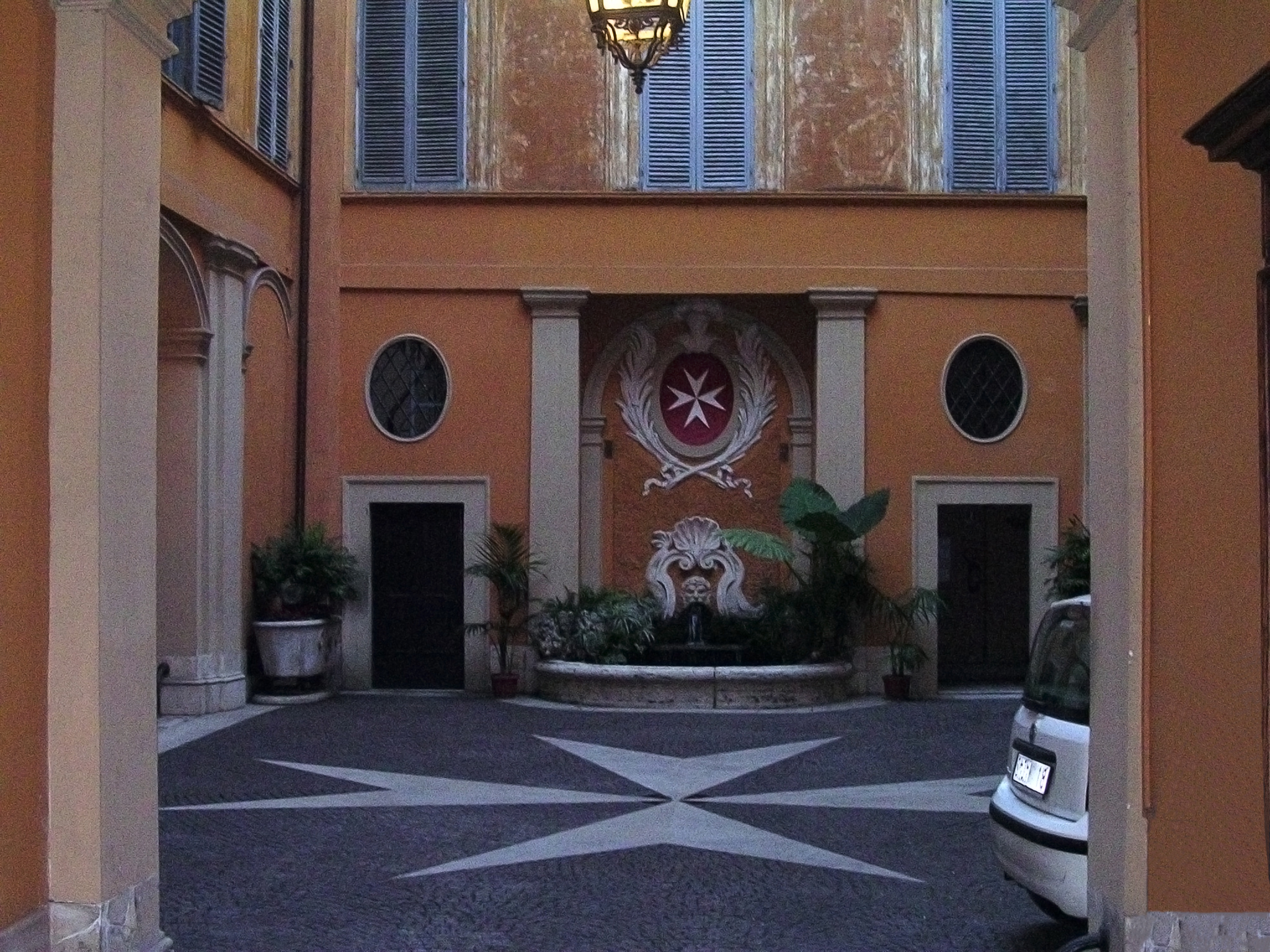
ローマにあるマルタ宮殿（中央政府）
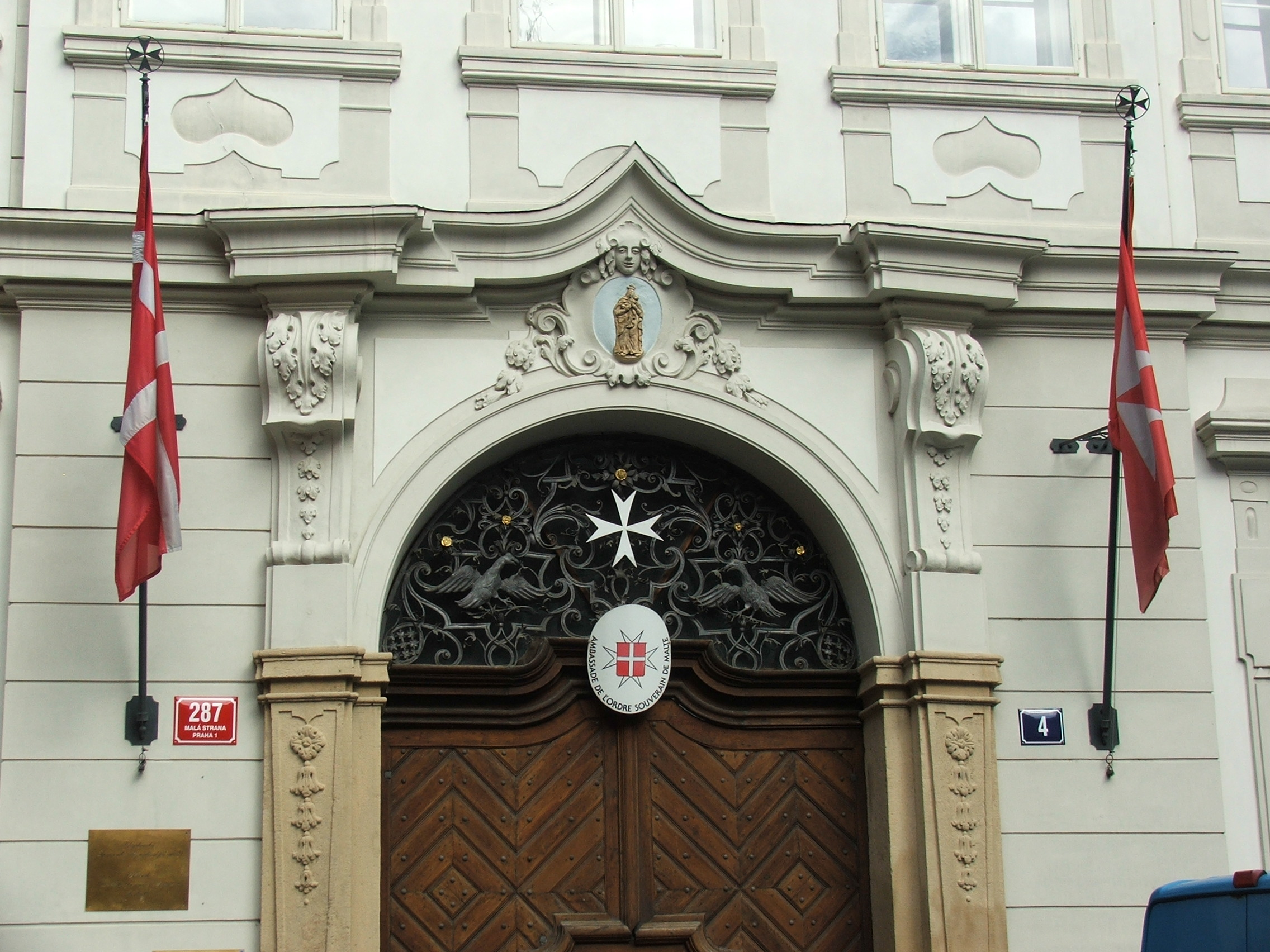
在チェコ共和国マルタ騎士団大使館
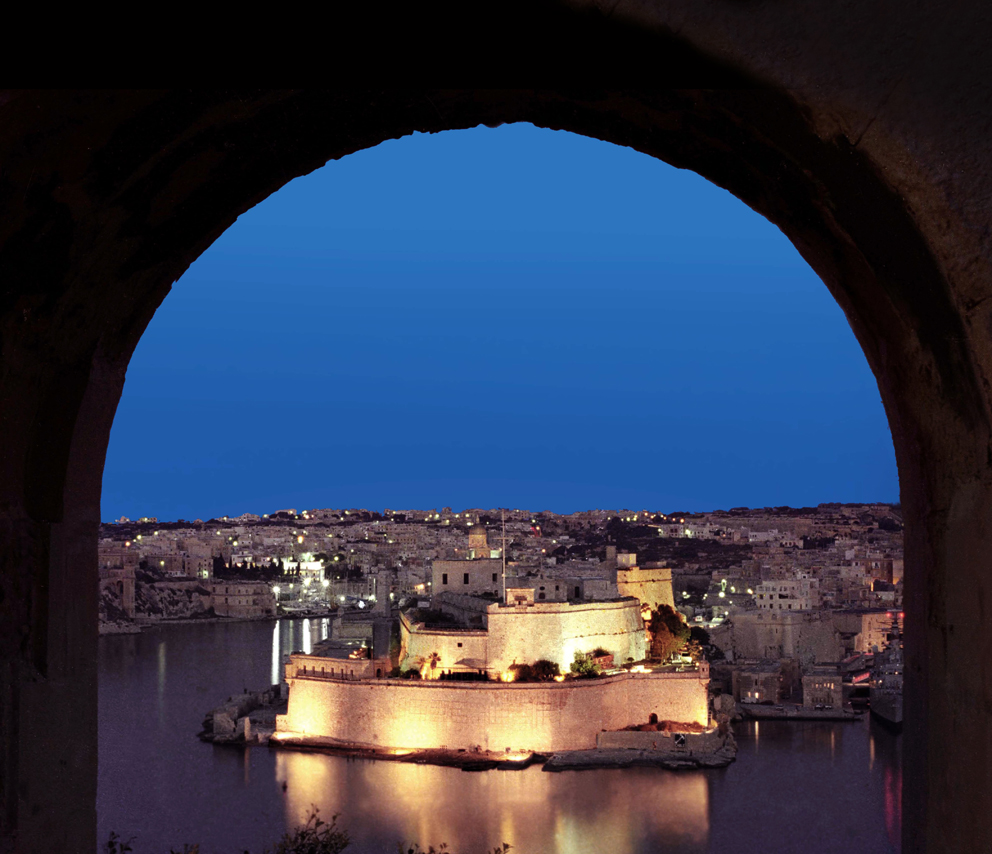
聖アンジェロ砦（マルタ騎士団が治外法権を有する）
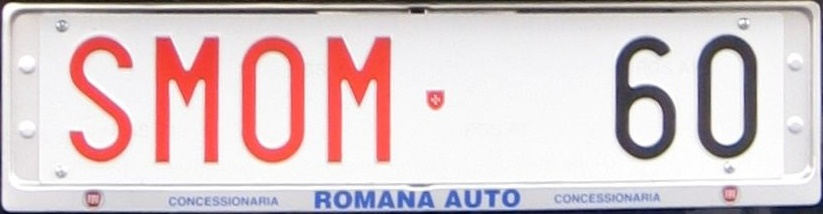
マルタ騎士団外交官ナンバープレート

### 外交関係のある国
アジア
- アフガニスタン
- アルメニア
- カンボジア
- キプロス
- ジョージア
- ヨルダン
- カザフスタン
- フィリピン
- レバノン
- タジキスタン
- タイ
- 東ティモール
- トルクメニスタン

アフリカ
- アンゴラ
- ベナン
- ブルンジ
- ブルキナファソ
- カメルーン
- カーボベルデ
- 中央アフリカ共和国
- チャド
- コモロ
- コンゴ民主共和国
- コンゴ共和国
- コートジボワール
- エジプト
- 赤道ギニア
- エリトリア
- エチオピア
- ガボン
- ガンビア
- ギニア
- ギニアビサウ
- ケニア
- レソト
- リベリア
- マダガスカル
- マリ
- モーリタニア
- モーリシャス
- モロッコ
- モザンビーク
- ナミビア
- ニジェール
- サントメ・プリンシペ
- セネガル
- セーシェル
- シエラレオネ
- ソマリア
- 南スーダン
- スーダン
- トーゴ

アメリカ州
- アンティグア・バーブーダ
- アルゼンチン
- バハマ
- ベリーズ
- ボリビア
- ブラジル
- チリ
- コロンビア
- コスタリカ
- キューバ
- ドミニカ共和国
- エクアドル
- エルサルバドル
- グレナダ
- グアテマラ
- ガイアナ
- ハイチ
- ホンジュラス
- ニカラグア
- パナマ
- パラグアイ
- ペルー
- セントルシア
- セントビンセント・グレナディーン
- スリナム
- ウルグアイ
- ベネズエラ

オセアニア
- キリバス
- マーシャル諸島
- ミクロネシア連邦
- ナウル

ヨーロッパ
- アルバニア
- アンドラ
- オーストリア
- ベラルーシ
- ボスニア・ヘルツェゴビナ
- ブルガリア
- クロアチア
- チェコ
- エストニア
- ドイツ
- ギリシャ
- ハンガリー
- イタリア
- ラトビア
- リヒテンシュタイン
- リトアニア
- マルタ
- モルドバ
- モナコ
- モンテネグロ
- 北マケドニア共和国
- ポーランド
- ポルトガル
- ルーマニア
- ロシア - 外交特別使節団
- サンマリノ
- セルビア
- スロバキア
- スロベニア
- スペイン
- ウクライナ
- バチカン

### 公式関係のある国
- ベルギー
- カナダ
- フランス
- ルクセンブルク
- イギリス

### 大使レベルの関係の国
- パレスチナ国

### 国際組織
- 国際連合 - 国際連合総会オブザーバー（常任）
- ヨーロッパ連合 - 大使レベルの関係
- アフリカ連合 - 大使レベルの関係
- インド洋委員会 - マルタ騎士団を承認
- フランコフォニー国際機関 - マルタ騎士団を承認
- 地中海議員会議（英語版） - マルタ騎士団を承認
- 中米統合機構 - マルタ騎士団を承認

## 統治機構
マルタ騎士団の元首は総長 (Gran Maestro) であり、国務評議会で選挙される。任期は終身。総長は大公（Principe）の称号をおび、また伝統的に騎士修道会の総長としてローマ教皇から枢機卿相当の礼遇を受ける。2023年5月3日、第81代騎士団総長として歴史上初となる非貴族・非ヨーロッパ出身のジョン・ティモシー・ダンラップが選出された。
マルタ騎士団は、憲法としてマルタ騎士団憲法を有する。現行憲法は37条から成り、騎士団は、憲法に基づき三権分立を担保した中央政府（騎士団総長府）を備える。
立法権は、騎士団の最高機関であり、各国騎士団支部の代表者60名程度により構成される大評議会が担う。大評議会は5年に1度、主権評議会、政務評議会、幹事会議員を選出する。
行政権は、総長ならびに4名の総監に加え、修道騎士評議会議員5名、騎士代表4名の計14名から成る主権評議会が有する。総長を除いた主権評議会議員は、5年に一度の大評議会によって選出される。
- 宗務総監は、信仰と宗教に関する事項を司る。
- 外務総監は、外交に関する事項を司る。
- 医務総監は、保健衛生、民生及び人道援助に関する事項を司る。
- 財務総監は、財政及び予算に関する事項を司る。

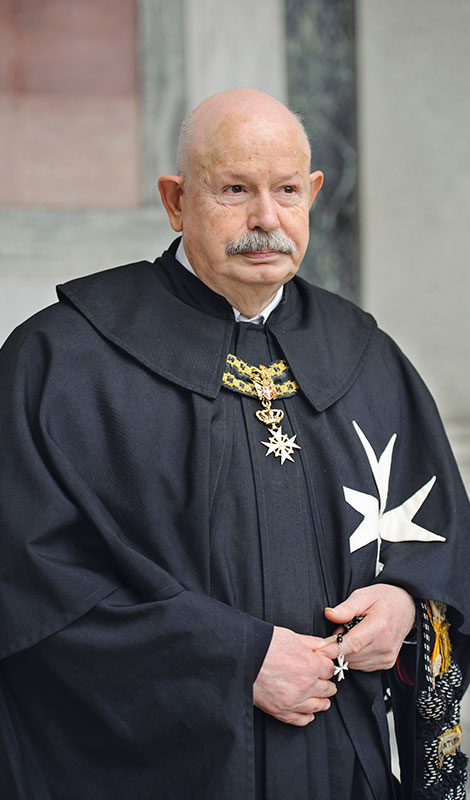
第80代マルタ騎士団総長ジャコモ・ダッラ・トッレ・デル・テンピオ・ディ・サングイネット

司法権は、司法評議会が有する。判事は総長により任命される。上級裁判所ならびに下級裁判所を備え、裁判は全242条から成るマルタ騎士団法に依って行われ、マルタ騎士団法が規定しない事項についてはバチカン市国の法並びに判例に準拠する。
この中央政府の下、世界各地に12の管区ならびに48の国家支部が置かれ、全世界の騎士団員を統治する。外交は、総長、外務総監の下、世界に133存在する在外公館、外交団が担う。
また、マルタ騎士団は国際NGOマルティザー・インターナショナル、ならびにイタリア陸軍の補佐組織であるマルタ騎士団イタリア支部軍団の上位組織であり、これら組織に対する指揮監督権を有する。さらに、マルタ騎士団により設立されたボランティア組織が世界に33存在し、これらボランティア組織については各国支部が監督する。

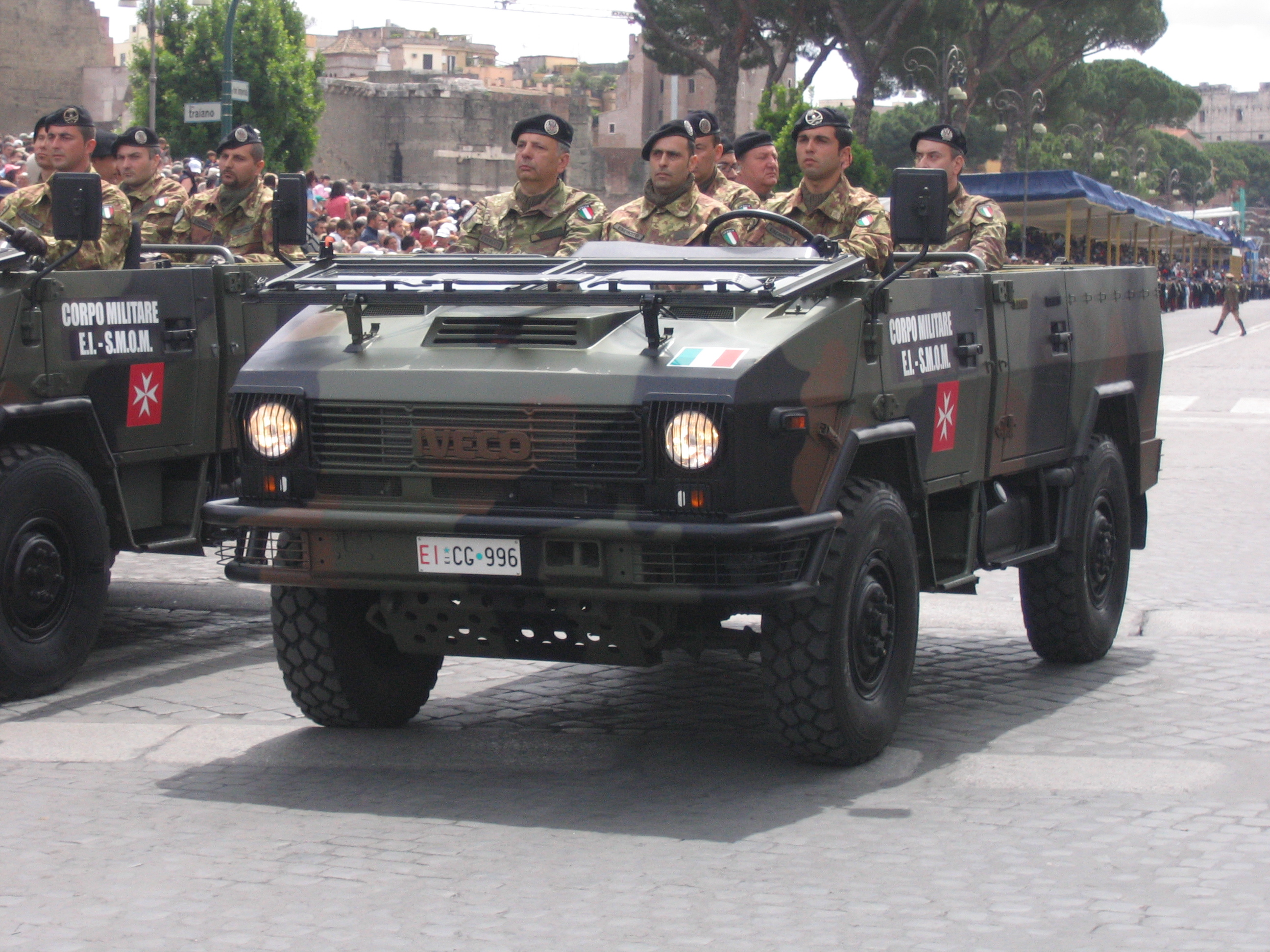
マルタ騎士団イタリア支部軍団
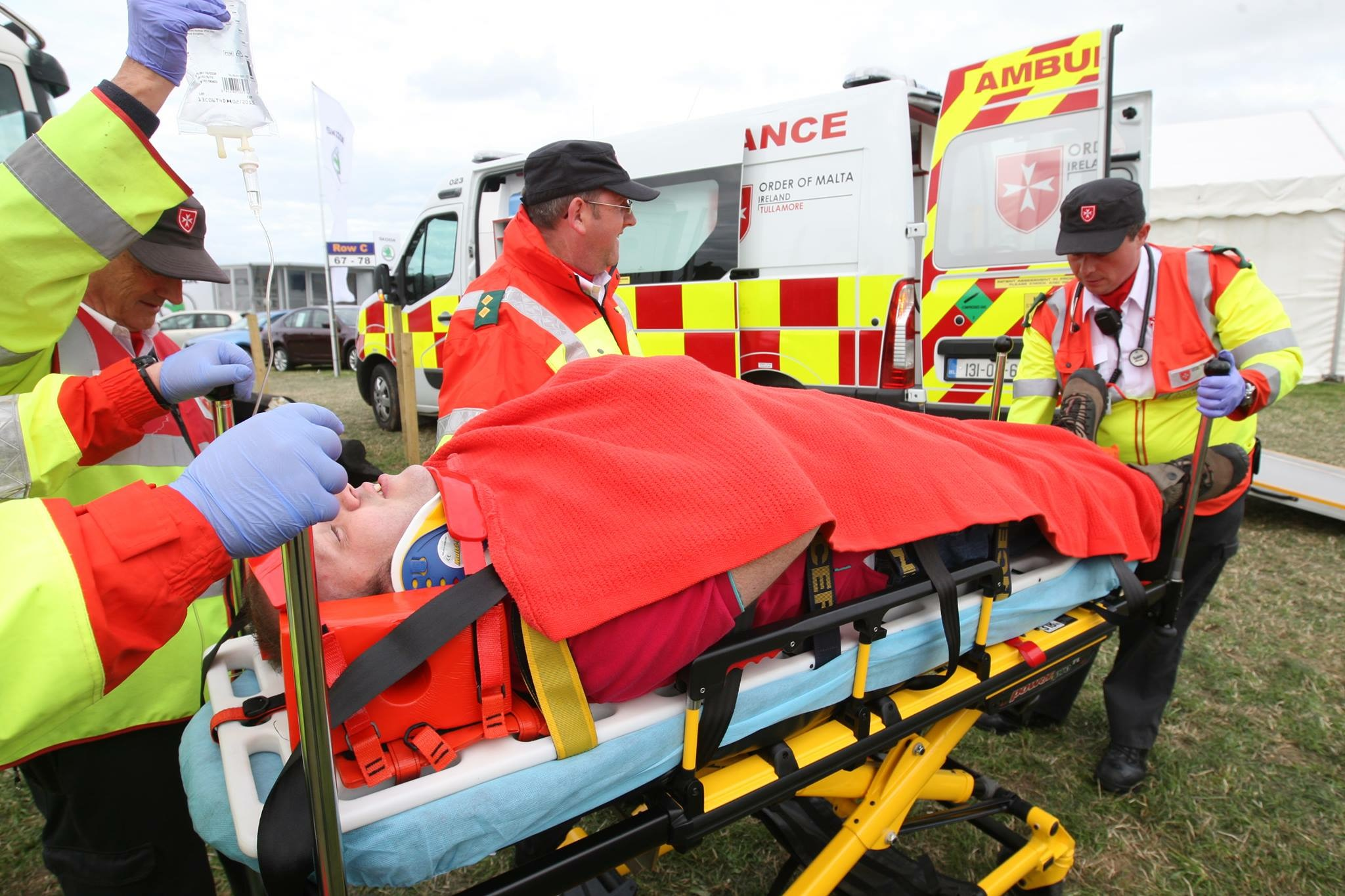
マルタ騎士団がアイルランドに展開する救急医療隊

## 団員
マルタ騎士団の活動には全世界で1万3,500名の騎士、9万5,000名のボランティア、5万2,000名の有給職員が携わっている。加えて、若干名の騎士団付司祭が在籍する。これら関係者のうち、騎士のみがマルタ騎士団員と呼ばれる。有給職員は、その殆どが専門職である医師または医療従事者である。マルタ騎士団パスポートは外交または公用に携わる者（大使、公使など）のみに発行され、騎士団員のうち2016年時点でマルタ騎士団パスポートを所有する人数は約500名である。
日本国籍の騎士は2022年6月現在武田秀太郎1名。

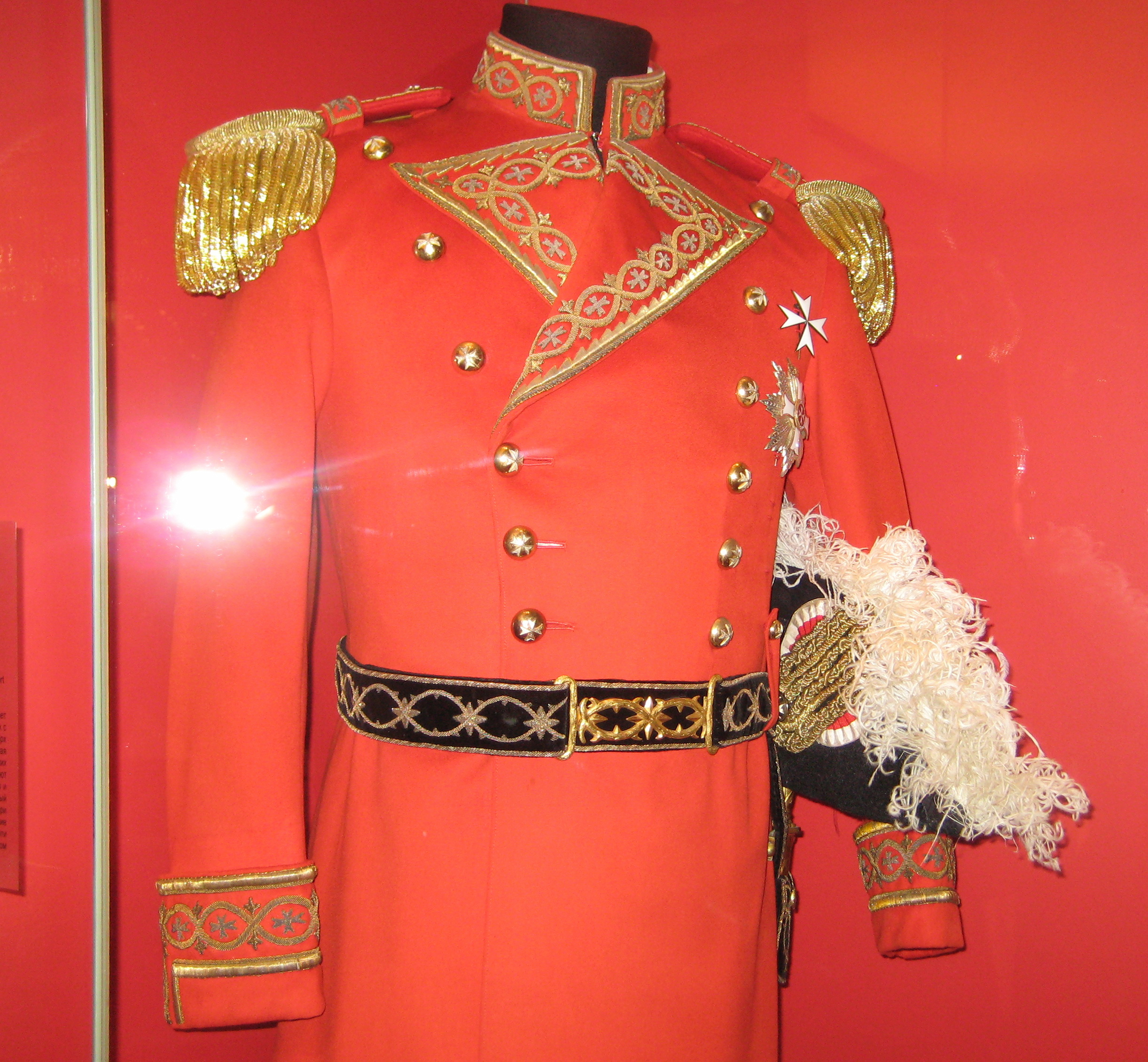
マルタ騎士団礼装（襟の色により階級が区別される。写真は総長の礼装）

マルタ騎士団員は、貧者・病者に対する長年の顕著なボランティアによる功績を有し、法曹界、学界、医療界などのコミュニティにおいて指導者と目される敬虔なカトリック教徒から選抜される。騎士候補に選抜された者は、洗礼を受けたカトリック教徒である証明として司祭からの推薦状を得た上、1年間の修練準備期間を経なければならない。上記の武田は香港で貧困家庭向けのオンライン学習支援に従事し、その前の国際連合ウィーン事務局勤務時代での騎士団関係者からの昼食の誘いなどが実質的な面接だったのではないかと回想している。
マルタ騎士団騎士への叙任はカトリック教会における最上級の栄誉の一つであり、騎士には叙任と同時にマルタ騎士団総長により騎士団員章である聖ヨハネ騎士勲章が授与される。
マルタ騎士団騎士には三階級が存在し、原則として全ての騎士は初めに第三階級に叙任された後、マルタ騎士団内における功績に応じ上位の階級に昇叙する。

### 第一階級（最上級騎士）
- ナイト・オブ・ジャスティス（正義の騎士）　
  - 修道誓願（独身、私有財産の放棄、神への従順）を立てた騎士。1990年から貴族階級出身者にも昇進の道が開かれた[3]。

### 第二階級（上級騎士）
- ナイト・イン・オヴィディエンス（忠誠の騎士）

### 第三階級
- ナイト・オブ・オナー・アンド・デヴォーション（名誉と献身の騎士）　
  - 曽々祖父母16名全員が貴族家系であることを証明出来る者はこの種別に叙任される[3]。

- ナイト・オブ・グレース・アンド・デヴォーション（慈愛と献身の騎士）　
  - 曽祖父母8名全員が貴族家系であることを証明出来る者はこの種別に叙任される[3]。

- ナイト・オブ・マジストラル・グレース（主の恩寵の騎士）
  - 上記以外の全員（＝平民出身）が叙任される種別。

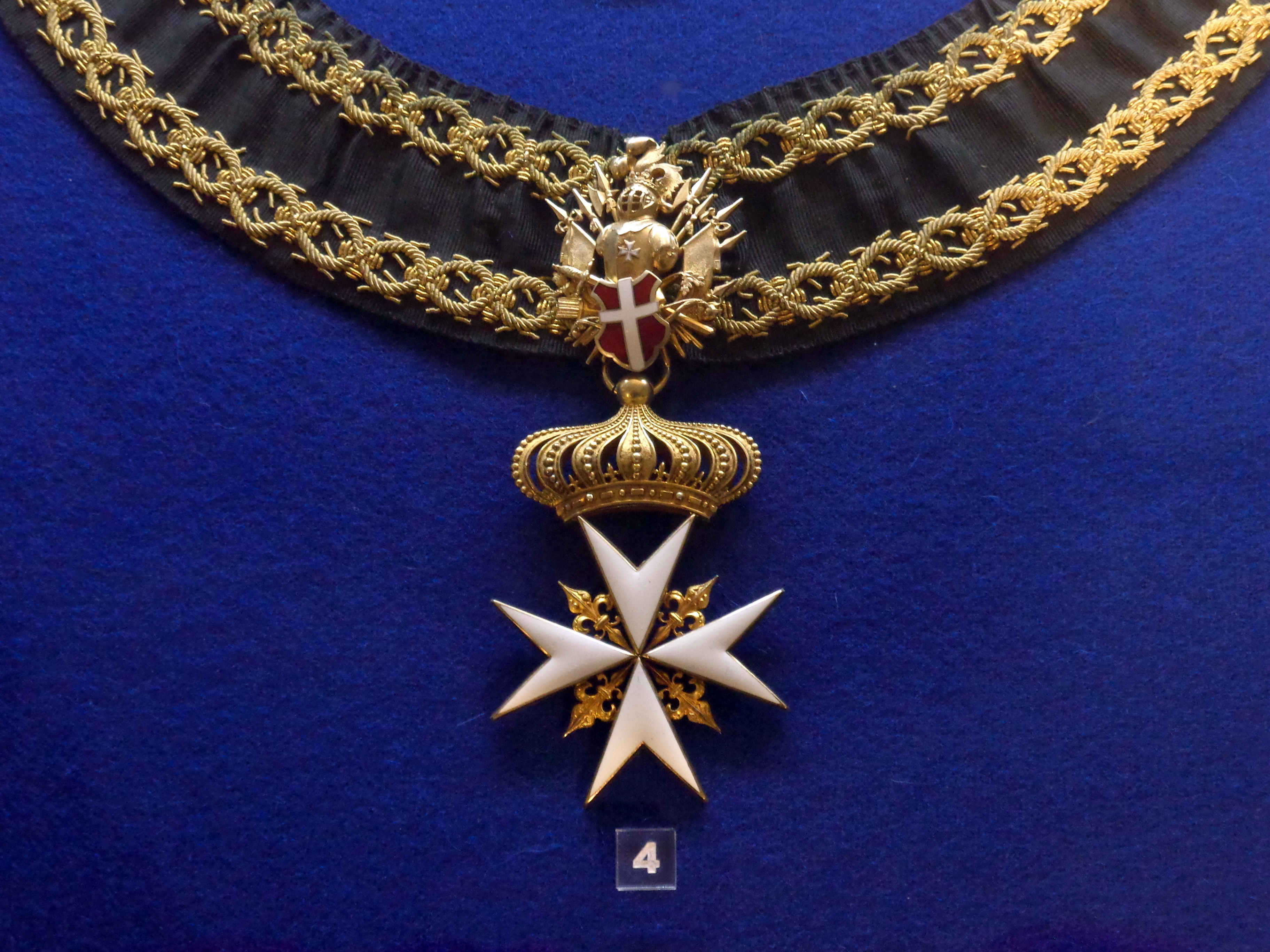
聖ヨハネ騎士勲章ナイト・オブ・ジャスティス章
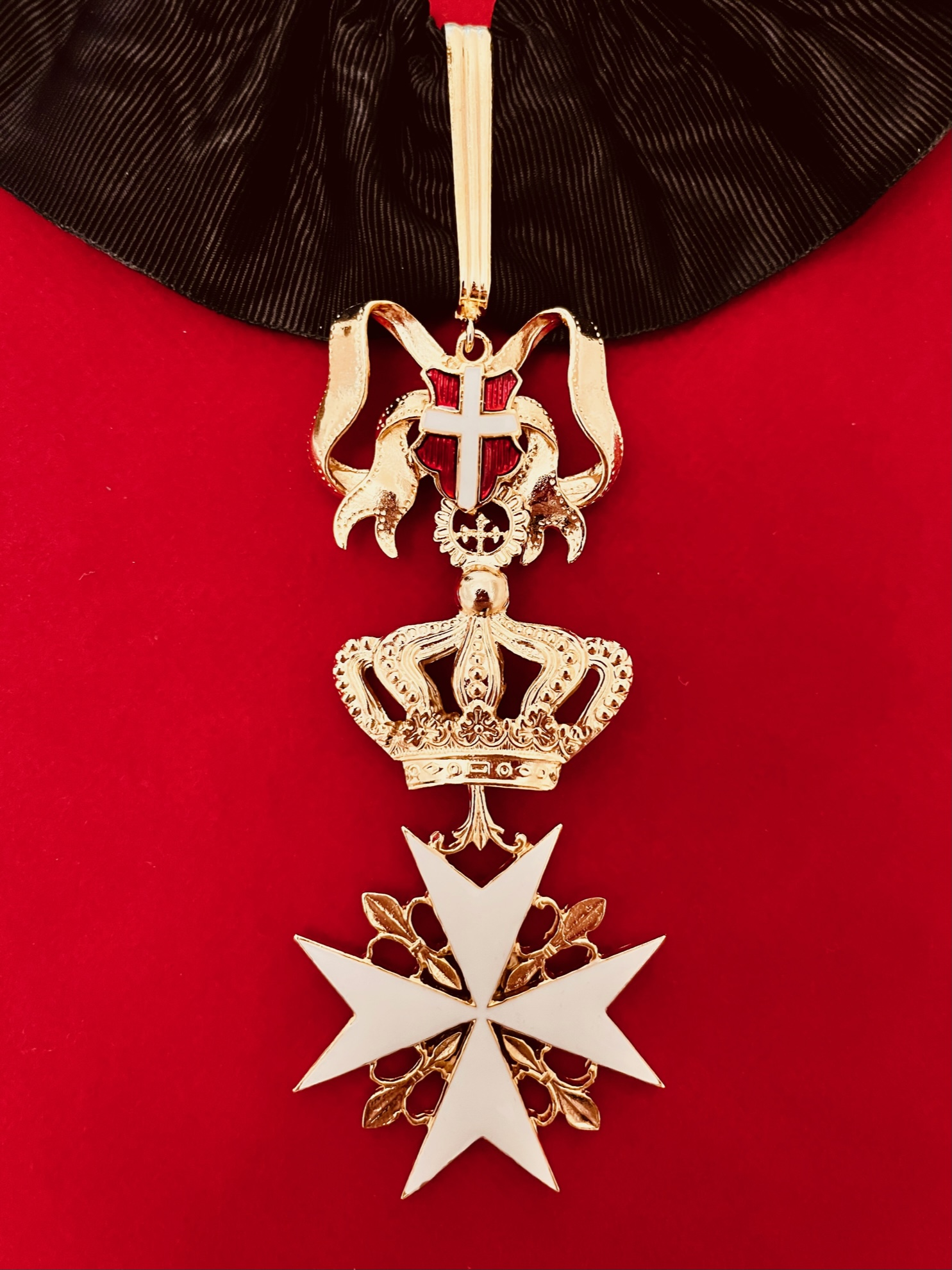
聖ヨハネ騎士勲章ナイト・オブ・マジストラル・グレース章

## マルタ功労十字勲章
マルタ騎士団は貧者・病者に対し顕著な功績のある者にマルタ功労十字勲章（Order pro Merito Melitensi）を授与している。受勲者はカトリック教徒やマルタ騎士団員に限られないが、受勲者というだけではマルタ騎士団員とは見なされない（上節で説明の通り、叙任され「騎士章」を受けることが必要になる）。

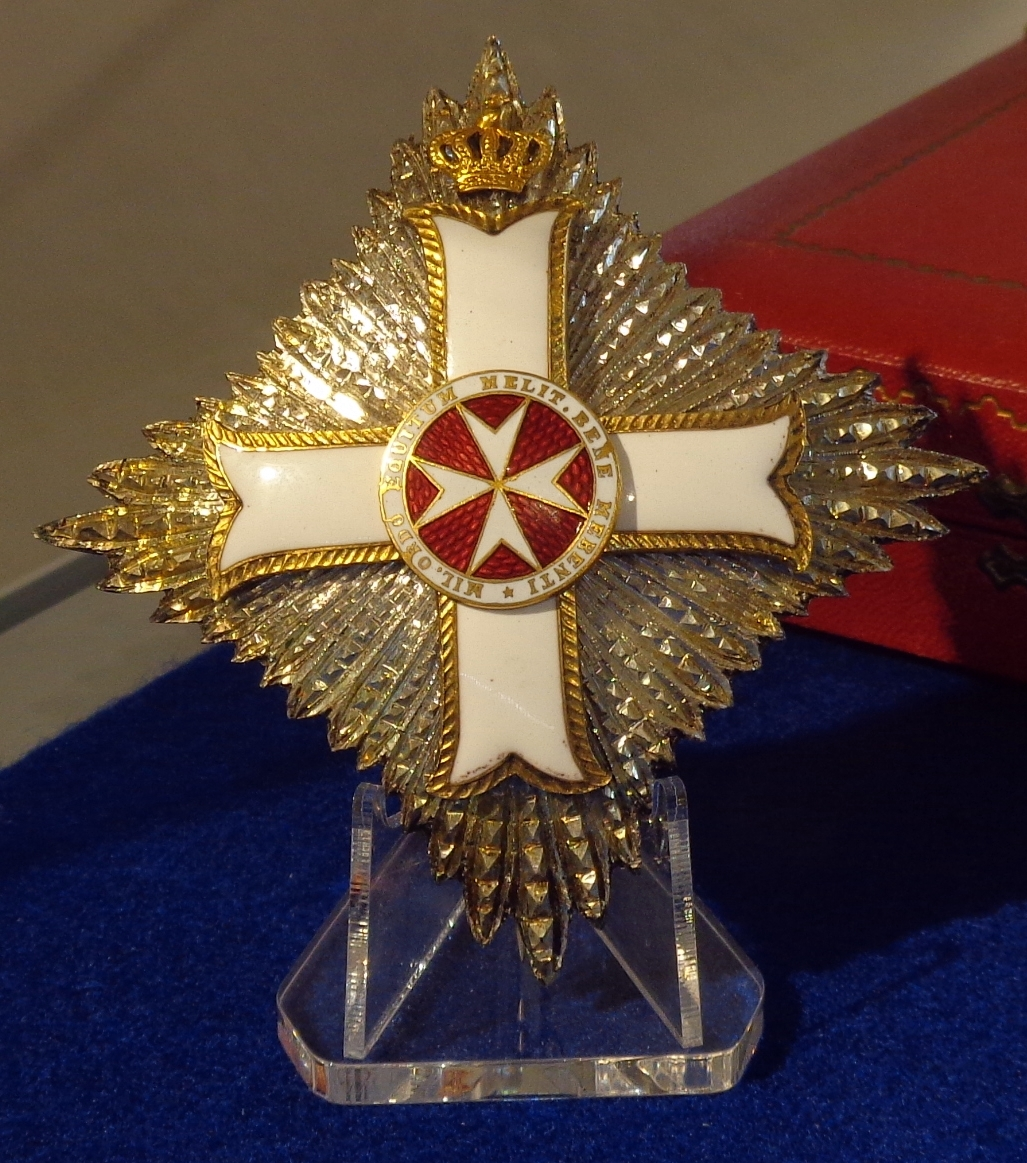
マルタ功労十字勲章グランド・オフィサー星章
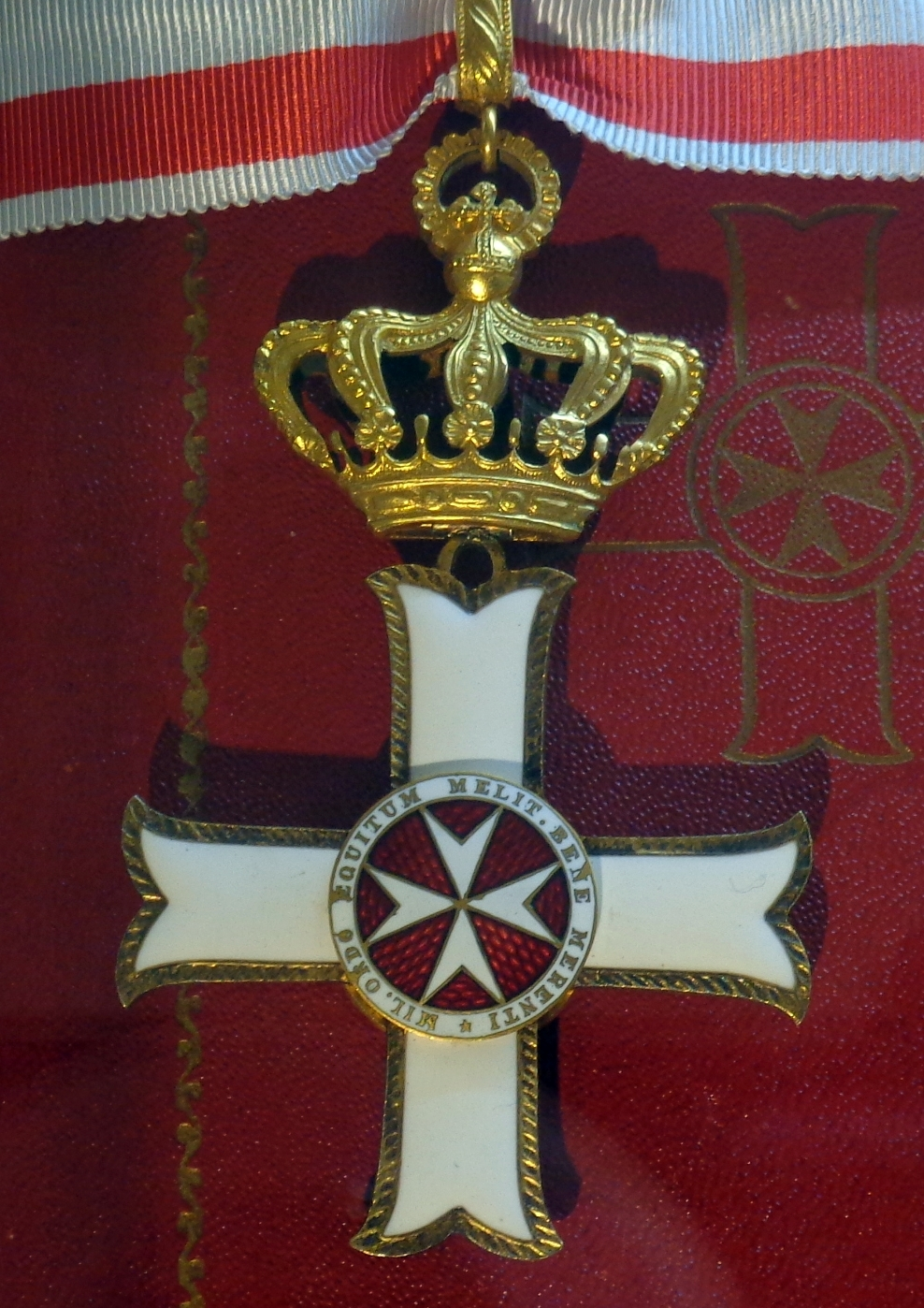
マルタ功労十字勲章グランド・オフィサー正章

## 偽団体
マルタ騎士団の名を騙り、被害者の名誉欲を煽って高額な入団金などを得る詐欺団体が存在する。マルタ騎士団中央政府は「洗礼を受けたカトリック教徒でない者を騎士に叙任することは、例外なく行っていません。」「全て騎士候補には騎士団付司祭の指導のもとでの12ヶ月間の修練が義務付けられており、これを免除して叙任を行うことはありません。」「マルタ騎士団を名乗る団体からアプローチを受けた場合はまず警戒し、最寄りの国家支部または大使館に問い合わせて下さい。」と注意喚起をしている。
日本では、偽騎士団員がマルタ騎士団を名乗り、また偽勲章を佩用することは、軽犯罪法第一条十五「位階勲等…外国におけるこれらに準ずるものを詐称し、又は資格がないのにかかわらず、…勲章、記章その他の標章若しくはこれらに似せて作つた物を用いた者」により拘留又は科料の刑罰に処される可能性がある。

日本でも2022年3月11日、共同通信社により詐欺団体をマルタ騎士団と取り違えた誤報道があり、翌日に取り消す事案が発生した。共同通信社はマルタ騎士団に正式に謝罪を行った上で、同年6月25日に訂正報道として正統な武田秀太郎の叙任を改めて報道した。

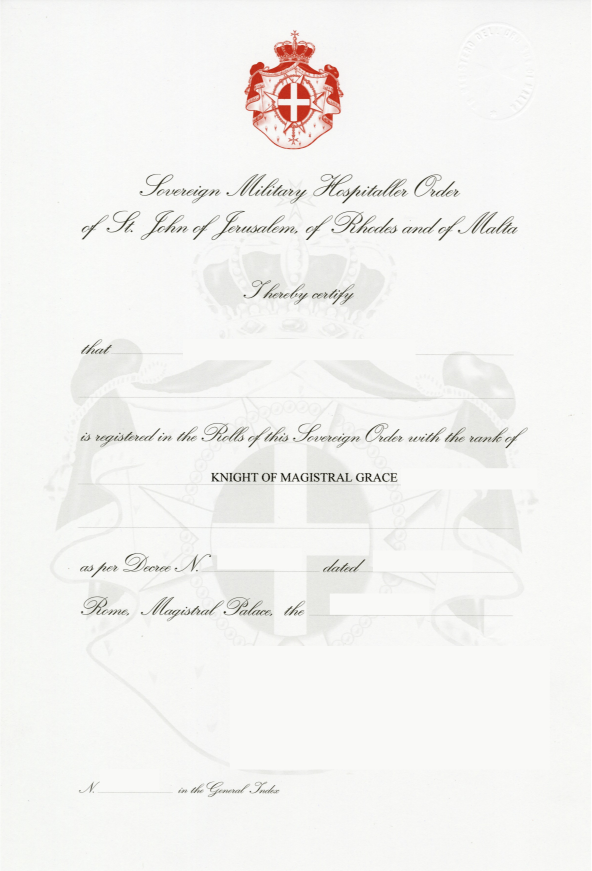
マルタ騎士団の純正な騎士叙任証
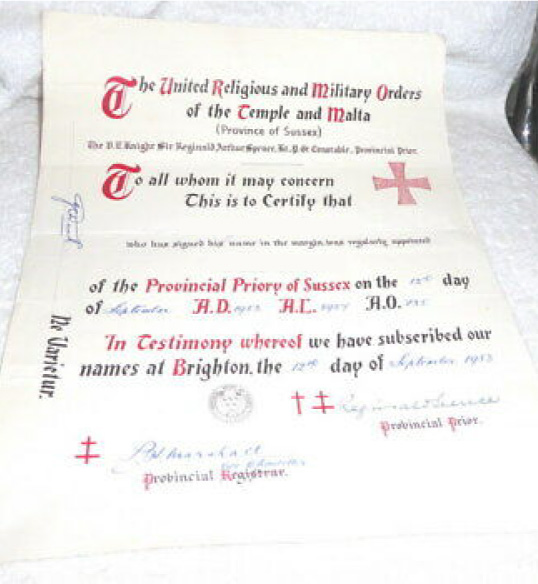
マルタ騎士団詐欺団体により発行される偽証明書の例
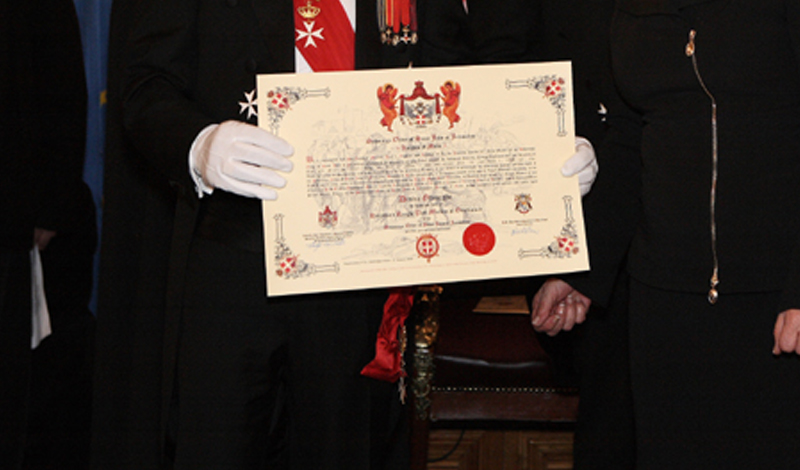
マルタ騎士団詐欺団体による偽叙任式の例

## 関係者
- カール1世 (オーストリア皇帝)（マルタ騎士団員）
- フランツ・ヨーゼフ1世 (オーストリア皇帝)（兼ハンガリー国王、マルタ騎士団員）
- ヴェンツェル・フォン・エスターライヒ（神聖ローマ帝国皇子、1577年カスティーリャ王国のマルタ騎士団会長）
- アルベール1世 (ベルギー王)（マルタ騎士団員）
- フアン・カルロス1世 (スペイン王)（マルタ騎士団員）
- ペドロ2世 (ブラジル皇帝)（マルタ騎士団員）
- パーヴェル1世 (ロシア皇帝)（マルタ騎士団総長）
- ピエール・アンドレ・ド・シュフラン（フランス王国海軍提督、マルタ騎士団員）
- ミケランジェロ・メリージ・ダ・カラヴァッジオ（画家、マルタ騎士団員）
- クレメンス・アウグスト・グラーフ・フォン・ガーレン（ミュンスター司教、枢機卿、マルタ騎士団員）
- 山本信次郎（大日本帝国海軍軍人、マルタ騎士団員、大聖グレゴリウス騎士団員）
- 武田秀太郎（九州大学准教授、2022年時点で日本国籍唯一のマルタ騎士団員）[1]